# 아버마인 연맹
아버마인 연맹(我버마人聯盟, 버마어: တို့ဗမာအစည်းအရုံး; 영어: We Burmans Association, DAA) 혹은 따킨당(-黨, 버마어: သခင်ပါတီ)는 1930년대에 결성된 버마 민주주의 정치 결사였다.
식민지시대에 영국인을 부르는 방식에서 이름을 따온 이 정당은 1930년 5월 바따웅 전통주의적 불교 민족주의적 요소와 새로운 정치적 이상을 결합하여 창당했다. 그것은 버마의 정치적 의식을 고양시키는 데 중요한 역할을 했으며 대부분의 지지 기반을 학생들로부터 끌어냈다.
당의 노래인 가바 마 쩨이는 현 미얀마의 국가가 되었다. 사야띤(이후 "따킨 띤"으로 알려짐)이 작곡한 이 노래는 일본이 버마를 점령하는 동안 국가적 상징이었으며 1948년 독립을 달성하면서 채택되었다.